# Беднар, Джаред
Джаред Беднар (англ. Jared Bednar, 28 февраля 1972 года, Йорктон, Саскачеван, Канада) — канадский хоккеист, выступавший на позиции защитника, тренер. В настоящее время главный тренер команды НХЛ «Колорадо Эвеланш», с которой выиграл Кубок Стэнли 2022 года. Ранее, в 2009 году, он выиграл Кубок Келли с «Саут Каролина Стингрэйс» из ECHL, а затем, в 2016 году, Кубок Колдера с «Лейк-Эри Монстерз» из АХЛ, став первым тренером, выигравшим три этих трофея.

## Игровая карьера
Начал играть в Юношеской хоккейной лиге Саскачевана (SJHL) за «Гумбольдт Бронкос». С 1990 по 1993 годы Беднар играл в юниорской Западной хоккейной лиге (WHL) за «Саскатун Блейдз», «Спокан Чифс», «Медисин-Хат Тайгерс» и «Принс-Альберт Рейдерз», проведя в лиге 152 матча с 520 штрафными минутами, зарекомендовав себя как жёсткий игрок. В сезоне 1993/1994, после того, как Беднар не был выбран на драфте НХЛ, он дебютировал в профессиональном хоккее в составе «Хантингтон Близзард» в Хоккейной лиге Восточного побережья (ECHL). Он отыграл за клуб три сезона, набрав рекордное для себя количество очков, 45 в 64 играх, в сезоне 1994/95.
В середине сезона 1995/1996 Беднар перешёл в другую команду лиги, «Саут Каролина Стингрэйс», набрав 24 очка и 126 штрафных минут в 39 играх. С 1995 по 1998 годы он играл в основном за «Стингрэйс», с небольшими перерывами на выступления в Американской хоккейной лиге (АХЛ) за «Сент-Джонс Мейпл Лифс» и «Рочестер Американс». В сезоне 1998/1999 он играл за «Гранд-Рапидс Гриффинс» в Международной хоккейной лиги (IHL), набрав 21 очко и 220 штрафных минут в 71 игре. Беднар снова присоединился к «Стингрэйс» в сезоне 1999/2000 и сыграл за клуб ещё два сезона. Он объявил о завершении карьеры по окончании сезона 2001/2002.

## Тренерская карьера
По окончании игровой карьеры, Беднар стал помощником главного тренера «Саут Каролина Стингрэйс» с 2002 по 2007 годы. После того, как главный тренер Джейсон Фицсиммонс ушёл в отставку, Беднар получил повышение и стал новым главным тренером в сезоне 2007/2008. Его первый сезон в качестве тренера был чрезвычайно успешным: «Стингрэйс» выиграли 47 игр в регулярном сезоне и вышли в финал Американской конференции. А уже во втором сезоне Беднар завоевал свой первый чемпионский титул в качестве тренера, когда «Стингрейз» выиграли Кубок Келли в сезоне 2008/2009.
После победы в кубке Беднар ушёл с поста главного тренера «Стингрэйс» и стал помощником главного тренера «Абботсфорд Хит» в АХЛ в сезоне 2009/2010. С 2010 по 2012 годы он был главным тренером команды АХЛ «Пеория Ривермен».
В сезоне 2012/2013 «Коламбус Блю Джекетс» наняли Беднара в качестве помощника тренера своего фарм-клуба в АХЛ, «Спрингфилд Фэлконс». Проработав в этой должности два сезона, он был назначен главным тренером вместо Брэда Ларсена, который вошёл в тренерский штаб «Коламбуса». В сезоне 2015/2016 «Коламбус» сменил фарм-клуб АХЛ на «Лейк-Эри Монстерз» в Кливленде. Беднар перешёл в «Монстерз» и остался главным тренером. «Монстерз» выиграли плей-офф 2016 года со счётом 15–2 и завоевали Кубок Колдера, первый для франшизы и первый для города Кливленд с тех пор, как оригинальные «Кливленд Баронз» выиграли Кубок Колдера 1964 года. После этого с ним продлили контракта на два года до сезона 2018/2019.
25 августа 2016 года Беднар был назначен главным тренером команды Национальной хоккейной лиги (НХЛ) «Колорадо Эвеланш». Беднар попал в сложную ситуацию: его наняли менее чем за месяц до тренировочного лагеря, и у него не было времени ни на внедрение своей собственной системы, ни на наём собственного персонала, и ему приходилось довольствоваться тем, что осталось от его предшественника Патрика Руа. Несмотря на наличие в составе талантливых игроков, таких как Натан МакКиннон, Габриэль Ландескуг и Мэтт Дюшен, команда набрала 48 очков в регулярном сезоне, став худшей командой сезона 2016/2017. Это также был один из худших показателей франшизы с 1967 года и худший с тех пор, как команда переехала из Квебека в 1995 году.
Во втором сезоне Беднар вывел команду в плей-офф впервые за четыре года, где «Эвеланш» вылетел уже в первом раунде в шести играх против «Нэшвилл Предаторз». 23 апреля 2018 года Беднар продлил контракт на один год. Через несколько дней после подписания нового контракта Беднар был номинирован на премию Джек Адамс Эворд.
В третьем сезоне Беднара в «Эвеланш» он стал вторым тренером франшизы, которому удалось вывести клуб в плей-офф два года подряд, первым был Джоэль Кенневилль в сезонах 2004/2005 и 2005/2006. «Эвеланш» обыграли «Калгари Флэймз» со счётом 4–1 в первом раунде Западной конференции, а затем потерпели поражение во втором в семи играх против «Сан-Хосе Шаркс». 9 июля 2019 года Беднар продлил контракт на два года. В сезоне 2021/2022, набрав рекордные для франшизы 119 очков в регулярном сезоне, Беднар привёл «Эвеланш» к третьему в истории Кубку Стэнли, победив в финале «Тампа-Бэй Лайтнинг», которая выигрывала кубок последние два сезона подряд. Примечательно, что «Эвеланш» проиграли только четыре из 20 игр этого плей-офф (16–4).

## Статистика

### Игровая
| 1989/90      | Гумбольдт Бронкос       | SJHL         | 51  | 1  | 3   | 4   | 70   | —  | — | —  | —  | —   |
| 1990/91      | Гумбольдт Бронкос       | SJHL         | 35  | 8  | 15  | 23  | 170  | 17 | 1 | 7  | 8  | 94  |
| 1990/91      | Саскатун Блейдз         | WHL          | 28  | 1  | 5   | 6   | 30   | —  | — | —  | —  | —   |
| 1991/92      | Спокан Чифс             | WHL          | 62  | 7  | 17  | 24  | 200  | 7  | 2 | 1  | 3  | 9   |
| 1992/93      | Спокан Чифс             | WHL          | 16  | 2  | 14  | 16  | 62   | —  | — | —  | —  | —   |
| 1992/93      | Медисин-Хат Тайгерс     | WHL          | 9   | 1  | 4   | 5   | 20   | —  | — | —  | —  | —   |
| 1992/93      | Принс-Альберт Рейдерз   | WHL          | 37  | 6  | 16  | 22  | 56   | —  | — | —  | —  | —   |
| 1993/94      | Хантингтон Близзард     | ECHL         | 66  | 8  | 11  | 19  | 115  | —  | — | —  | —  | —   |
| 1994/95      | Хантингтон Близзард     | ECHL         | 64  | 9  | 36  | 45  | 211  | 2  | 0 | 2  | 2  | 4   |
| 1995/96      | Хантингтон Близзард     | ECHL         | 25  | 4  | 10  | 14  | 90   | —  | — | —  | —  | —   |
| 1995/96      | Саут Каролина Стингрэйс | ECHL         | 39  | 2  | 22  | 24  | 126  | 8  | 0 | 0  | 0  | 26  |
| 1996/97      | Сент-Джонс Мейпл Лифс   | AHL          | 55  | 1  | 2   | 3   | 151  | —  | — | —  | —  | —   |
| 1996/97      | Саут Каролина Стингрэйс | ECHL         | 15  | 1  | 2   | 3   | 28   | 15 | 1 | 4  | 5  | 59  |
| 1997/98      | Рочестер Американс      | AHL          | 19  | 0  | 2   | 2   | 49   | —  | — | —  | —  | —   |
| 1997/98      | Саут Каролина Стингрэйс | ECHL         | 36  | 4  | 4   | 8   | 126  | 5  | 1 | 2  | 3  | 17  |
| 1998/99      | Гранд-Рапидс Гриффинс   | IHL          | 74  | 3  | 18  | 21  | 220  | —  | — | —  | —  | —   |
| 1999/00      | Саут Каролина Стингрэйс | ECHL         | 61  | 4  | 13  | 17  | 214  | 10 | 0 | 2  | 2  | 25  |
| 1999/00      | Рочестер Американс      | AHL          | —   | —  | —   | —   | —    | 1  | 0 | 0  | 0  | 0   |
| 2000/01      | Саут Каролина Стингрэйс | ECHL         | 57  | 6  | 9   | 15  | 155  | 15 | 0 | 5  | 5  | 24  |
| 2001/02      | Саут Каролина Стингрэйс | ECHL         | 71  | 5  | 23  | 28  | 145  | 1  | 0 | 0  | 0  | 2   |
| Всего в ECHL | Всего в ECHL            | Всего в ECHL | 434 | 61 | 130 | 191 | 1210 | 46 | 2 | 15 | 15 | 157 |
| Всего в IHL  | Всего в IHL             | Всего в IHL  | 74  | 3  | 18  | 21  | 220  | —  | — | —  | —  | —   |
| Всего в AHL  | Всего в AHL             | Всего в AHL  | 74  | 1  | 4   | 5   | 200  | 1  | 0 | 0  | 0  | 0   |

### Тренерская

#### НХЛ
| Колорадо Эвеланш | 2016/17 | 82  | 22  | 56  | 4  | 48  | 7-й в Центральном | —  | —  | Не попали в плей-офф                         |
| Колорадо Эвеланш | 2017/18 | 82  | 43  | 30  | 9  | 95  | 4-й в Центральном | 2  | 4  | Поражение в 1-м раунде (Нэшвилл 2-4)         |
| Колорадо Эвеланш | 2018/19 | 82  | 38  | 30  | 14 | 90  | 5-й в Центральном | 7  | 5  | Поражение во 2-м раунде (Сан-Хосе 3-4)       |
| Колорадо Эвеланш | 2019/20 | 70* | 42  | 20  | 8  | 92  | 2-й в Центральном | 9  | 6  | Поражение во 2-м раунде (Даллас 3-4)         |
| Колорадо Эвеланш | 2020/21 | 56  | 39  | 13  | 4  | 82  | 1-й в Западный    | 6  | 4  | Поражение во 2-м раунде (Вегас 2-4)          |
| Колорадо Эвеланш | 2021/22 | 82  | 56  | 19  | 7  | 119 | 1-й в Центральном | 16 | 4  | Победа в финале Кубка Стэнли (Тампа-Бэй 4-2) |
| Всего            | Всего   | 454 | 240 | 168 | 46 |     |                   | 40 | 23 | 5 сезонов в плей-офф 1 Кубок Стэнли          |

- Сезон 2019/2020 был сокращён из-за пандемии COVID-19. Плей-офф был сыгран в августе 2020 года в другом формате.